# Taeniophyllum alwisii
Taeniophyllum alwisii là một loài thực vật có hoa trong họ Lan. Loài này được Lindl. miêu tả khoa học đầu tiên năm 1858.